# Gonić króliczka
Gonić króliczka (1940) – amerykański film animowany.
Głównym bohaterem jest Królik Bugs, który pojawił się po raz pierwszy w produkcji filmowej.

## Obsada
- Mel Blanc – Królik Bugs
- Arthur Q. Bryan – Elmer Fudd

## Wersja polska

### Wersja dubbingowa Canal+ z 1997 r. - wersja z Reedycją Błękitnej Wstążki
Wersja polska: na zlecenie Canal+ Premium – Master Film

Udział wzięli:
- Robert Rozmus – Królik Bugs
- Janusz Bukowski – Elmer Fudd

oraz
- Wojciech Paszkowski - Skunks

Lektor: Maciej Gudowski

### Wersja lektorska Galapagos Films do DVDKolekcja Królik Bugsz 2010 r. - wersja z odnowionymi napisami
Dystrybucja na terenie Polski: GALAPAGOS FILMS

Wersja polska: DUBBFILM

Tekst: Aneta Radowińska-Czwaczka

Czytał: Paweł Bukrewicz